# Бікіні (атол)
Бікі́ні — невеликий кораловий острів (атол) у Тихому океані. Розташований у ланцюжку Ралік Маршаллових островів приблизно за 3400 кілометрів від узбережжя Австралії під 11°35' пн. ш. і 165°25' сх. д.
Площа близько 6 км2.
Населення вивезене.

## Етимологія
Англійська назва островів походить від німецької колоніальної назви Бікіні, яку дали атолу, коли він був частиною Німецької Нової Гвінеї. Німецька назва є адаптацією місцевої назви острова (марш. Пікінні, [pʲi͡ɯɡɯ͡inʲːii̯]), де «пік» означає «поверхня» та «ні» означає «кокос», тобто «Поверхня кокосів».

## Ядерні випробування
США використовували його як полігон у період з 1946 до 1958 року. Перед початком випробувань з атола на сусідні острови евакуювали 167 жителів.
Загалом за 12 років американці підірвали на Бікіні 23 ядерних заряди, їхня сумарна потужність склала більше 42 мегатонн.

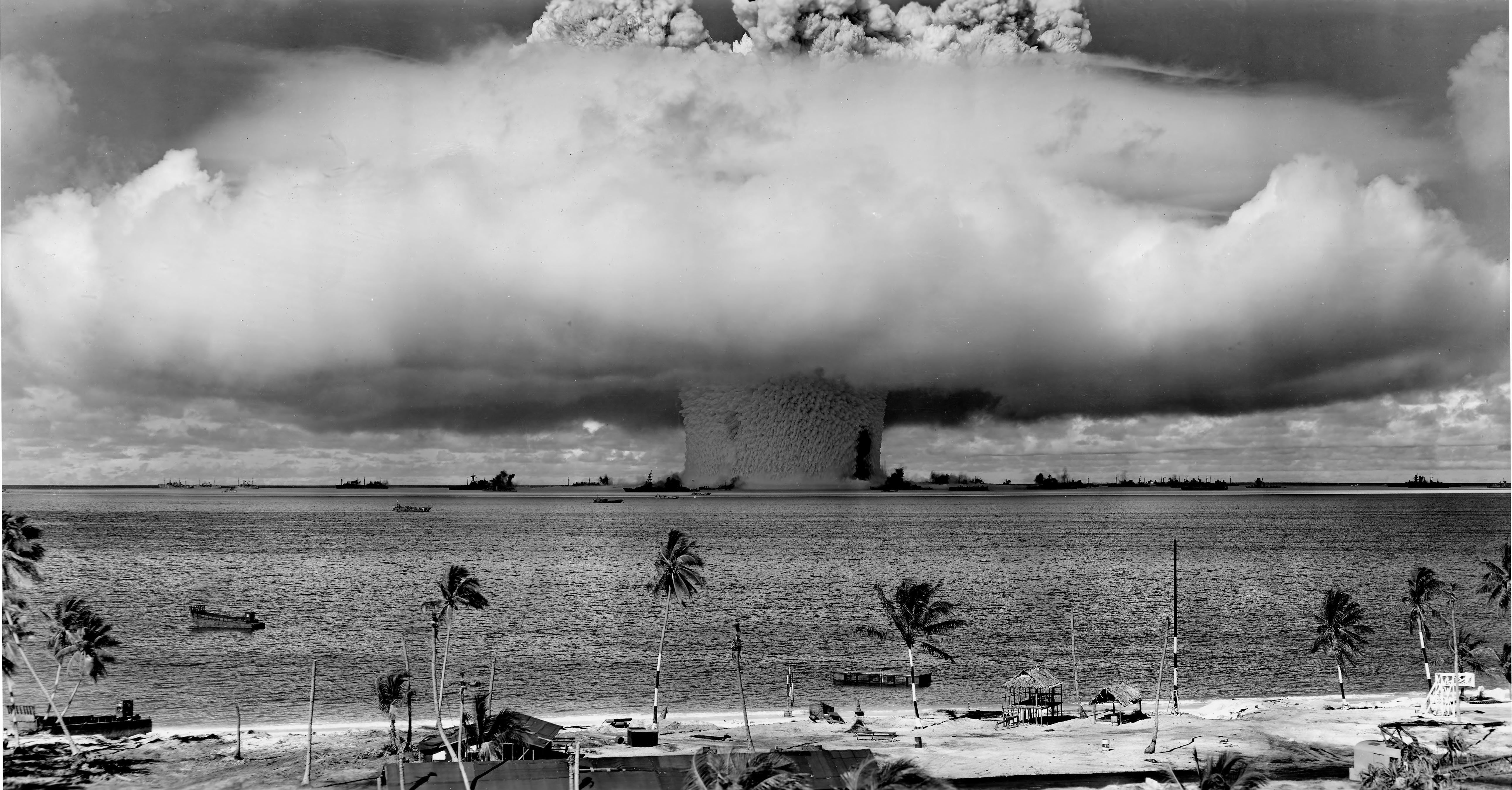
Ядерне випробування на атолі Бікіні (1946 рік).

1954 року на атолі підірвали 15-мегатонну водневу бомбу, найпотужнішу в історії американських ядерних випробувань. Цей вибух призвів до радіоактивного зараження значної території. Зокрема, постраждав екіпаж японської риболовецької шхуни, розміщеної неподалік, що викликало гучний міжнародний скандал.
1968 року США визнали атол Бікіні придатним для життя, після чого почали повертати місцеве населення. Проте незабаром жителів знов евакуювали.
1997 року фахівці Міжнародного агентства з атомної енергії (МАГАТЕ) дійшли висновку, що перебування на атолі не становить небезпеки. Разом з тим вони відзначили підвищену радіоактивність продуктів харчування з атола й не рекомендували знову заселяти Бікіні.
2010 року атол Бікіні внесли до світової спадщини ЮНЕСКО.

## Цікавий факт

Прапор атола

Три чорні зірки у верхньому правому куті прапора символізують острови, знищені вибухом американської бомби Браво (1 березня 1954) та слугують нагадуванням про борг США перед мешканцями атола.